# Richard Cromwell
Richard Cromwell (Huntingdon, 4 de octubre de 1626 - Cheshunt, 12 de julio de 1712) fue hijo del militar y político Oliver Cromwell. A la muerte de su padre se convirtió en Lord Protector de Inglaterra, Escocia e Irlanda, cargo que ocupó del 3 de septiembre de 1658 al 25 de mayo de 1659.
Tuvo que dimitir unos meses después de ocupar el cargo por presiones del ejército, generadas por su escasa experiencia política y los conflictos políticos internos existentes. Finalizó así El Protectorado creado por su padre. La República, Mancomunidad de Inglaterra o «Commonwealth» tampoco pudo consolidarse, y un año después (1660) se restauró la Monarquía con Carlos Estuardo, hijo del depuesto rey Carlos I.

## Primeros años y familia
Cromwell nació en Huntingdon el 4 de octubre de 1626, el tercer hijo de Oliver Cromwell y su esposa Elizabeth. Poco se sabe de su infancia. Él y sus tres hermanos fueron educados en la Escuela Felsted en Essex, cerca de la casa familiar de su madre. No hay constancia de su asistencia a la universidad. En mayo de 1647, se convirtió en miembro de Lincoln's Inn. Pudo haber servido como capitán en el salvavidas de Thomas Fairfax a fines de la década de 1640, pero la evidencia no es concluyente.
En 1649, Cromwell se casó con Dorothy Maijor, hija de Richard Maijor, miembro de la nobleza de Hampshire. Él y su esposa se mudaron a la finca de Maijor en Hursley, Hampshire. Durante la década de 1650 tuvieron nueve hijos, cinco de los cuales sobrevivieron hasta la edad adulta. Cromwell fue nombrado juez de paz de Hampshire y se sentó en varios comités del condado. Durante este período, Cromwell parece haber sido una fuente de preocupación para su padre, quien le escribió a Richard Maijor diciendo: "Le haría pensar y entender negocios, leer un poco de historia, estudiar matemáticas y cosmografía".: estos son buenos, con subordinación a las cosas de Dios. Mejor que la ociosidad, o los meros contenidos mundanos externos. Estos son aptos para los servicios públicos, para los cuales nace un hombre ".
No luchó en las guerras civiles inglesas.

### Sucesor de su padre
Oliver Cromwell había pasado de ser un miembro desconocido del Parlamento en sus cuarenta a ser un comandante del New Model Army, que salió victorioso de la guerra civil inglesa. Cuando regresó de una campaña final en Irlanda, Oliver Cromwell se desilusionó en los debates no concluyentes en el Parlamento Rump entre presbiterianos y otras escuelas de pensamiento dentro del protestantismo. La sospecha parlamentaria de algo relacionado con el catolicismo, que estaba fuertemente asociado con el lado realista en la guerra, llevó a la aplicación de preceptos religiosos que dejaron a los anglicanos moderados apenas tolerados.
Un régimen puritano hizo cumplir estrictamente el sábado y prohibió casi todas las formas de celebración pública, incluso en Navidad. Cromwell intentó reformar el gobierno a través de una asamblea nominada por el ejército conocida como el Parlamento de Barebone, pero las propuestas fueron tan radicalmente inviables que se vio obligado a terminar el experimento después de unos meses. Posteriormente, una constitución escrita creó la posición de Lord Protector para Cromwell y desde 1653 hasta su muerte en 1658, gobernó con todos los poderes de un monarca, mientras que Richard asumió el papel de heredero.

### Paso a la vida política
En 1653, Cromwell fue ignorado como miembro del Parlamento de Barebone, aunque su hermano menor Henry era miembro del mismo. Tampoco se le dio ningún papel público cuando su padre fue nombrado Lord Protector en el mismo año. Sin embargo, fue elegido para el Primer Parlamento del Protectorado como diputado por Huntingdon y el Segundo Parlamento del Protectorado como diputado por la Universidad de Cambridge.
Según la constitución del Protectorado, Oliver Cromwell debía nombrar a un sucesor y, desde 1657, involucró a Richard mucho más en la política del régimen. Estuvo presente en la segunda instalación de su padre como Lord Protector en junio, y no participó en la primera instalación. En julio fue nombrado canciller de la Universidad de Oxford, y en diciembre fue nombrado miembro del Consejo de Estado.

## Lord Protector
Oliver Cromwell murió el 3 de septiembre de 1658, y Richard fue informado el mismo día que lo sucedería. Alguna controversia rodea la sucesión. Una carta de John Thurloe sugiere que Cromwell nominó a su hijo oralmente el 30 de agosto, pero otras teorías afirman que no nominó a ningún sucesor o que propuso a Charles Fleetwood, su yerno.
Richard se enfrentó a dos problemas inmediatos. El primero fue el ejército, que cuestionó su posición como comandante dada su falta de experiencia militar. El segundo era la posición financiera del régimen, con una deuda estimada en £ 2 millones. Como resultado, el Consejo Privado de Cromwell decidió convocar un parlamento para corregir estos problemas financieros el 29 de noviembre de 1658 (una decisión que se confirmó formalmente el 3 de diciembre de 1658). Según los términos de la Humilde Petición y Asesoramiento, este Parlamento fue llamado utilizando la franquicia tradicional (alejándose del sistema bajo el Instrumento de Gobierno por el cual la representación de los municipios podridos se redujo a favor de las ciudades del condado) Esto significaba que el gobierno era menos capaz de controlar las elecciones y, por lo tanto, no podía administrar el parlamento de manera efectiva. Como resultado, cuando este Tercer Parlamento del Protectorado se sentó por primera vez el 27 de enero de 1659, estaba dominado por presbiterianos moderados, cripto- realistas y un pequeño número de vociferantes miembros de la Commonwealth (o republicanos).
El "Otro" del Parlamento - un cuerpo que había sido creado en el marco del Humilde petición y consejo de actuar como un equilibrio en los Comunes - también fue restablecido. Fue esta segunda cámara parlamentaria y su parecido con la Cámara de los Lores (que había sido abolida en 1649) la que dominó esta sesión parlamentaria. Los descontentos republicanos dieron discursos filibusteros sobre la inadecuación de la membresía de esta cámara alta (especialmente su contingente militar) y también cuestionaron si era indicativo del retroceso del régimen del Protectorado en general y su divergencia de la "Buena causa vieja" para la cual los parlamentarios originalmente había participado en la Guerra Civil. Argumentaron que revivir esta Cámara de los Lores en todo menos en nombre, fue sólo un pequeño paso para regresar a la Antigua Constitución del Rey, los Lores y los Comunes.

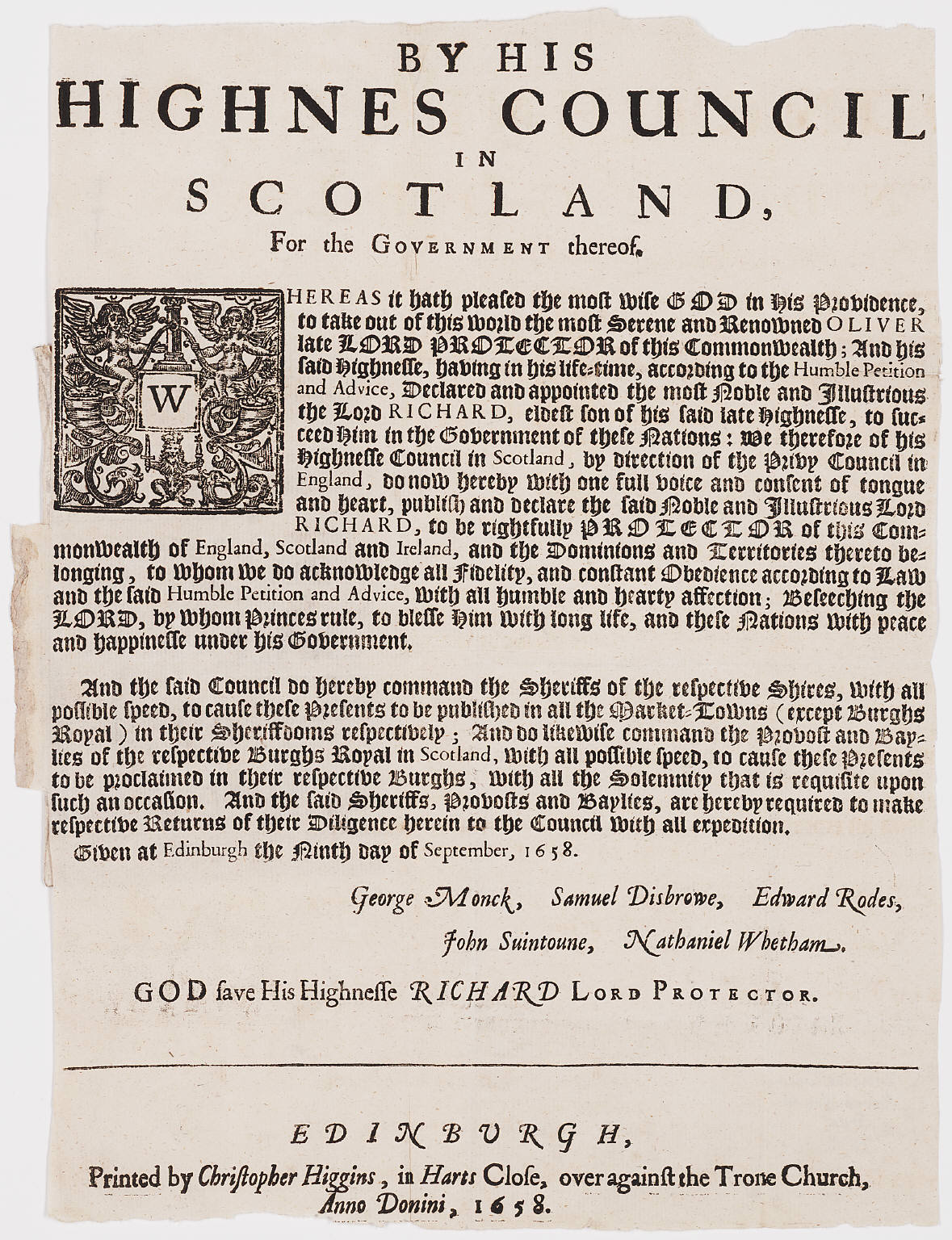
Escudo de armas del Protectorado, llevado por Cromwell durante su reinado como Lord Protector.

Al mismo tiempo, los oficiales del New Model Army se volvieron cada vez más cautelosos sobre el compromiso del gobierno con la causa militar. El hecho de que Cromwell careciera de credenciales militares irritaba a los hombres que habían luchado en los campos de batalla de la guerra civil inglesa para garantizar las libertades de su nación. Además, el nuevo Parlamento parecía mostrar una falta de respeto por el ejército que muchos militares encontraron alarmante. En particular, se temía que el Parlamento hiciera recortes militares para reducir los costos, y en abril de 1659 el consejo general de oficiales del ejército se había reunido para exigir mayores impuestos para financiar los costos del régimen.
Sus quejas se expresaron en una petición a Cromwell el 6 de abril de 1659 que remitió al Parlamento dos días después. Sin embargo, el Parlamento no actuó según las sugerencias del ejército; en su lugar, archivaron esta petición y aumentaron las sospechas de los militares al presentar artículos de juicio político contra William Boteler el 12 de abril de 1659, quien presuntamente maltrató a un prisionero realista mientras actuaba como general de división bajo Oliver Cromwell en 1655. Esto fue seguido mediante dos resoluciones en los Comunes el 18 de abril de 1659 que establecían que no deberían realizarse más reuniones de oficiales del ejército sin el permiso expreso del Lord Protector y el Parlamento, y que todos los oficiales debían hacer un juramento de que no subvertirían la sesión de Parlamento por la fuerza.
Estas ofensas directas al prestigio militar fueron demasiado para los grandes del ejército y pusieron en marcha la división final entre el Parlamento dominado por los civiles y el ejército, que culminaría en la disolución del Parlamento y la caída definitiva del poder de Cromwell. Cuando Cromwell rechazó una demanda del ejército para disolver el Parlamento, las tropas se reunieron en el Palacio de St. James. Cromwell finalmente cedió a sus demandas y el 22 de abril, el Parlamento se disolvió y el Parlamento de Rump se retiró el 7 de mayo de 1659.
En el mes siguiente, Cromwell no se resistió y rechazó una oferta de asistencia armada del embajador francés, aunque es posible que el ejército lo mantuviera bajo arresto domiciliario. El 25 de mayo, después de que Rump acordó pagar sus deudas y proporcionar una pensión, Cromwell entregó una carta formal renunciando al cargo de Lord Protector. "Richard nunca fue depuesto o arrestado formalmente, pero se le permitió desaparecer. El Protectorado fue tratado desde el principio como una mera usurpación".

## Años posteriores
Durante las dificultades políticas del invierno de 1659, hubo rumores de que Cromwell debía ser retirado como Protector, pero estos no llegaron a nada. En julio de 1660, Cromwell se fue a Francia para no volver a ver a su esposa. Mientras estuvo allí, utilizó una variedad de seudónimos, incluido John Clarke. Más tarde viajó por Europa, visitando varios tribunales europeos. Como inglés visitante, una vez fue invitado a cenar con Armando de Borbón, Príncipe de Conti, que no sabía quién era. En la cena, el príncipe le preguntó a Cromwell sobre los asuntos en Inglaterra y observó: "Bueno, Oliver, aunque era un traidor y un villano, era un hombre valiente, tenía grandes partes, un gran coraje y era digno de comandar; pero ese Richard, ese fatuo y cobarde, seguramente era el tipo más bajo vivo; ¿qué ha sido de ese tonto? Cromwell respondió: "Fue traicionado por aquellos en quienes más confiaba y por quienes su padre había sido más obligado". Cromwell partió a la mañana siguiente. Durante este período de exilio voluntario, escribió muchas cartas a su familia en Inglaterra; estas cartas ahora están en manos de los Archivos y Estudios Locales de Cambridgeshire en la Oficina de Registro del Condado en Huntingdon.
En 1680 o 1681, regresó a Inglaterra y se alojó con el comerciante Thomas Pengelly en Cheshunt, Hertfordshire, viviendo de los ingresos de su patrimonio en Hursley. Murió el 12 de julio de 1712 a la edad de 85 años. Su cuerpo fue devuelto a Hursley y enterrado en una bóveda debajo de la iglesia parroquial de Todos los Santos, donde se le colocó una placa conmemorativa en los últimos años.
Hasta el 29 de enero de 2012, cuando la reina Isabel II superó la edad de Cromwell al morir (85 años y 282 días) y de la reina Victoria, fue el gobernante o exgobernante más longevo de Gran Bretaña.

## Ancestros
| \| \| \| \| \| \| \| \| \| \| \| \| \| \| \| \| \| \| \| \| 16. Sir Richard Williams \| \| \| \| \| \| \| \| \| \| \| \| \| \| \| \| \| \| \| \| \| \| \| \| \| \| \| \| \| \| \| \| \| \| \| \| \| \| \| \| \| \| \| \| \| \| \| \| \| \| \| \| \| \| 8. Sir Henry Cromwell \| \| \| \| \| \| \| \| \| \| \| \| \| \| \| \| \| \| \| \| \| \| \| \| \| \| \| \| \| \| \| \| \| \| \| \| \| \| \| \| \| \| \| \| \| \| \| \| \| \| \| \| \| \| 17. Frances Murfyn \| \| \| \| \| \| \| \| \| \| \| \| \| \| \| \| \| \| \| \| \| \| \| \| \| \| \| \| \| \| \| \| \| \| \| \| \| \| \| \| \| \| \| \| \| \| \| \| \| \| \| \| \| \| 4. Robert Cromwell \| \| \| \| \| \| \| \| \| \| \| \| \| \| \| \| \| \| \| \| \| \| \| \| \| \| \| \| \| \| \| \| \| \| \| \| \| \| \| \| \| \| \| \| \| \| \| \| \| \| \| \| \| \| 18. Sir Ralph Warren \| \| \| \| \| \| \| \| \| \| \| \| \| \| \| \| \| \| \| \| \| \| \| \| \| \| \| \| \| \| \| \| \| \| \| \| \| \| \| \| \| \| \| \| \| \| \| \| \| \| \| \| \| \| 9. Joan Warren \| \| \| \| \| \| \| \| \| \| \| \| \| \| \| \| \| \| \| \| \| \| \| \| \| \| \| \| \| \| \| \| \| \| \| \| \| \| \| \| \| \| \| \| \| \| \| \| \| \| \| \| \| \| 19. Joan Lake \| \| \| \| \| \| \| \| \| \| \| \| \| \| \| \| \| \| \| \| \| \| \| \| \| \| \| \| \| \| \| \| \| \| \| \| \| \| \| \| \| \| \| \| \| \| \| \| \| \| \| \| \| \| 2. Oliver Cromwell, I lord protector \| \| \| \| \| \| \| \| \| \| \| \| \| \| \| \| \| \| \| \| \| \| \| \| \| \| \| \| \| \| \| \| \| \| \| \| \| \| \| \| \| \| \| \| \| \| \| \| \| \| \| \| \| \| 10. William Steward \| \| \| \| \| \| \| \| \| \| \| \| \| \| \| \| \| \| \| \| \| \| \| \| \| \| \| \| \| \| \| \| \| \| \| \| \| \| \| \| \| \| \| \| \| \| \| \| \| \| \| \| \| \| 5. Elizabeth Steward \| \| \| \| \| \| \| \| \| \| \| \| \| \| \| \| \| \| \| \| \| \| \| \| \| \| \| \| \| \| \| \| \| \| \| \| \| \| \| \| \| \| \| \| \| \| \| \| \| \| \| \| \| \| 22. Thomas Paine \| \| \| \| \| \| \| \| \| \| \| \| \| \| \| \| \| \| \| \| \| \| \| \| \| \| \| \| \| \| \| \| \| \| \| \| \| \| \| \| \| \| \| \| \| \| \| \| \| \| \| \| \| \| 11. Catherine Paine \| \| \| \| \| \| \| \| \| \| \| \| \| \| \| \| \| \| \| \| \| \| \| \| \| \| \| \| \| \| \| \| \| \| \| \| \| \| \| \| \| \| \| \| \| \| \| \| \| \| \| \| \| \| 1. Richard Cromwell \| \| \| \| \| \| \| \| \| \| \| \| \| \| \| \| \| \| \| \| \| \| \| \| \| \| \| \| \| \| \| \| \| \| \| \| \| \| \| \| \| \| \| \| \| \| \| \| \| \| \| \| \| \| 24. Richard Bourchier \| \| \| \| \| \| \| \| \| \| \| \| \| \| \| \| \| \| \| \| \| \| \| \| \| \| \| \| \| \| \| \| \| \| \| \| \| \| \| \| \| \| \| \| \| \| \| \| \| \| \| \| \| \| 12. Thomas Bourchier \| \| \| \| \| \| \| \| \| \| \| \| \| \| \| \| \| \| \| \| \| \| \| \| \| \| \| \| \| \| \| \| \| \| \| \| \| \| \| \| \| \| \| \| \| \| \| \| \| \| \| \| \| \| 6. Sir James Bourchier \| \| \| \| \| \| \| \| \| \| \| \| \| \| \| \| \| \| \| \| \| \| \| \| \| \| \| \| \| \| \| \| \| \| \| \| \| \| \| \| \| \| \| \| \| \| \| \| \| \| \| \| \| \| 26. James Morley \| \| \| \| \| \| \| \| \| \| \| \| \| \| \| \| \| \| \| \| \| \| \| \| \| \| \| \| \| \| \| \| \| \| \| \| \| \| \| \| \| \| \| \| \| \| \| \| \| \| \| \| \| \| 13. Elizabeth Morley \| \| \| \| \| \| \| \| \| \| \| \| \| \| \| \| \| \| \| \| \| \| \| \| \| \| \| \| \| \| \| \| \| \| \| \| \| \| \| \| \| \| \| \| \| \| \| \| \| \| \| \| \| \| 3. Lady Elizabeth Bourchier \| \| \| \| \| \| \| \| \| \| \| \| \| \| \| \| \| \| \| \| \| \| \| \| \| \| \| \| \| \| \| \| \| \| \| \| \| \| \| \| \| \| \| \| \| \| \| \| \| \| \| \| \| \| 14. Thomas Crane \| \| \| \| \| \| \| \| \| \| \| \| \| \| \| \| \| \| \| \| \| \| \| \| \| \| \| \| \| \| \| \| \| \| \| \| \| \| \| \| \| \| \| \| \| \| \| \| \| \| \| \| \| \| 7. Frances Crane \| \| \| \| \| \| \| \| \| \| \| \| \| \| \| \| \| \| \| \| \| \| \| \| \| \| \| \| \| \| \| \| \| \| \| \| \| \| \| \| \| \| \| \| \| \| \| \| \| \| \| \| |                                      |  |  |  |  |  |  |  |  |  |  |  |  |  |  |  |
| |                                      |  |  |  |  |  |  |  |  |  |  |  |  |  |  |  |
| | 16. Sir Richard Williams             |  |  |  |  |  |  |  |  |  |  |  |  |  |  |  |
| |                                      |  |  |  |  |  |  |  |  |  |  |  |  |  |  |  |
| |                                      |  |  |  |  |  |  |  |  |  |  |  |  |  |  |  |
| | 8. Sir Henry Cromwell                |  |  |  |  |  |  |  |  |  |  |  |  |  |  |  |
| |                                      |  |  |  |  |  |  |  |  |  |  |  |  |  |  |  |
| |                                      |  |  |  |  |  |  |  |  |  |  |  |  |  |  |  |
| | 17. Frances Murfyn                   |  |  |  |  |  |  |  |  |  |  |  |  |  |  |  |
| |                                      |  |  |  |  |  |  |  |  |  |  |  |  |  |  |  |
| |                                      |  |  |  |  |  |  |  |  |  |  |  |  |  |  |  |
| | 4. Robert Cromwell                   |  |  |  |  |  |  |  |  |  |  |  |  |  |  |  |
| |                                      |  |  |  |  |  |  |  |  |  |  |  |  |  |  |  |
| |                                      |  |  |  |  |  |  |  |  |  |  |  |  |  |  |  |
| | 18. Sir Ralph Warren                 |  |  |  |  |  |  |  |  |  |  |  |  |  |  |  |
| |                                      |  |  |  |  |  |  |  |  |  |  |  |  |  |  |  |
| |                                      |  |  |  |  |  |  |  |  |  |  |  |  |  |  |  |
| | 9. Joan Warren                       |  |  |  |  |  |  |  |  |  |  |  |  |  |  |  |
| |                                      |  |  |  |  |  |  |  |  |  |  |  |  |  |  |  |
| |                                      |  |  |  |  |  |  |  |  |  |  |  |  |  |  |  |
| | 19. Joan Lake                        |  |  |  |  |  |  |  |  |  |  |  |  |  |  |  |
| |                                      |  |  |  |  |  |  |  |  |  |  |  |  |  |  |  |
| |                                      |  |  |  |  |  |  |  |  |  |  |  |  |  |  |  |
| | 2. Oliver Cromwell, I lord protector |  |  |  |  |  |  |  |  |  |  |  |  |  |  |  |
| |                                      |  |  |  |  |  |  |  |  |  |  |  |  |  |  |  |
| |                                      |  |  |  |  |  |  |  |  |  |  |  |  |  |  |  |
| | 10. William Steward                  |  |  |  |  |  |  |  |  |  |  |  |  |  |  |  |
| |                                      |  |  |  |  |  |  |  |  |  |  |  |  |  |  |  |
| |                                      |  |  |  |  |  |  |  |  |  |  |  |  |  |  |  |
| | 5. Elizabeth Steward                 |  |  |  |  |  |  |  |  |  |  |  |  |  |  |  |
| |                                      |  |  |  |  |  |  |  |  |  |  |  |  |  |  |  |
| |                                      |  |  |  |  |  |  |  |  |  |  |  |  |  |  |  |
| | 22. Thomas Paine                     |  |  |  |  |  |  |  |  |  |  |  |  |  |  |  |
| |                                      |  |  |  |  |  |  |  |  |  |  |  |  |  |  |  |
| |                                      |  |  |  |  |  |  |  |  |  |  |  |  |  |  |  |
| | 11. Catherine Paine                  |  |  |  |  |  |  |  |  |  |  |  |  |  |  |  |
| |                                      |  |  |  |  |  |  |  |  |  |  |  |  |  |  |  |
| |                                      |  |  |  |  |  |  |  |  |  |  |  |  |  |  |  |
| | 1. Richard Cromwell                  |  |  |  |  |  |  |  |  |  |  |  |  |  |  |  |
| |                                      |  |  |  |  |  |  |  |  |  |  |  |  |  |  |  |
| |                                      |  |  |  |  |  |  |  |  |  |  |  |  |  |  |  |
| | 24. Richard Bourchier                |  |  |  |  |  |  |  |  |  |  |  |  |  |  |  |
| |                                      |  |  |  |  |  |  |  |  |  |  |  |  |  |  |  |
| |                                      |  |  |  |  |  |  |  |  |  |  |  |  |  |  |  |
| | 12. Thomas Bourchier                 |  |  |  |  |  |  |  |  |  |  |  |  |  |  |  |
| |                                      |  |  |  |  |  |  |  |  |  |  |  |  |  |  |  |
| |                                      |  |  |  |  |  |  |  |  |  |  |  |  |  |  |  |
| | 6. Sir James Bourchier               |  |  |  |  |  |  |  |  |  |  |  |  |  |  |  |
| |                                      |  |  |  |  |  |  |  |  |  |  |  |  |  |  |  |
| |                                      |  |  |  |  |  |  |  |  |  |  |  |  |  |  |  |
| | 26. James Morley                     |  |  |  |  |  |  |  |  |  |  |  |  |  |  |  |
| |                                      |  |  |  |  |  |  |  |  |  |  |  |  |  |  |  |
| |                                      |  |  |  |  |  |  |  |  |  |  |  |  |  |  |  |
| | 13. Elizabeth Morley                 |  |  |  |  |  |  |  |  |  |  |  |  |  |  |  |
| |                                      |  |  |  |  |  |  |  |  |  |  |  |  |  |  |  |
| |                                      |  |  |  |  |  |  |  |  |  |  |  |  |  |  |  |
| | 3. Lady Elizabeth Bourchier          |  |  |  |  |  |  |  |  |  |  |  |  |  |  |  |
| |                                      |  |  |  |  |  |  |  |  |  |  |  |  |  |  |  |
| |                                      |  |  |  |  |  |  |  |  |  |  |  |  |  |  |  |
| | 14. Thomas Crane                     |  |  |  |  |  |  |  |  |  |  |  |  |  |  |  |
| |                                      |  |  |  |  |  |  |  |  |  |  |  |  |  |  |  |
| |                                      |  |  |  |  |  |  |  |  |  |  |  |  |  |  |  |
| | 7. Frances Crane                     |  |  |  |  |  |  |  |  |  |  |  |  |  |  |  |
| |                                      |  |  |  |  |  |  |  |  |  |  |  |  |  |  |  |
| |                                      |  |  |  |  |  |  |  |  |  |  |  |  |  |  |  |

| Predecesor: Oliver Cromwell | Lord protector de Inglaterra, Escocia e Irlanda 3 de septiembre de 1658 - 25 de mayo de 1659 | Sucesor: Carlos II (Rey de Inglaterra, Escocia e Irlanda) |

- Datos: Q203980
- Multimedia: Richard Cromwell / Q203980